# 笑福亭仁福
笑福亭 仁福（しょうふくてい じんぷく、1950年7月13日 - ）は、日本の落語家。本名・柴田 賢治（しばた けんじ）。

## 来歴・人物
京都府生まれ。血液型はA型。大阪学院大学卒業後、1972年4月1日に3代目笑福亭仁鶴に入門。所属事務所は吉本興業（2007年10月 - 2019年6月は、よしもとクリエイティブ・エージェンシー）。上方落語協会会員。チャリティーで落語会を開催する「上方落語喜講」のメンバー。笑福亭仁智、笑福亭仁勇、松旭斎小天正とのコントグループ「大阪パイレーツ」を結成している。
読売ジャイアンツのファンである。

## モッチャリーズ
1984年に5代目桂文枝（当時3代目小文枝）によって結成された草野球チーム。メンバーは若手落語家から中堅の落語家、講談師、知人などで構成されている。
仁福自身は監督兼キャプテン兼酔いどれ選手兼マネージャーをやっている。試合は年間数十試合から数百試合行なっていて、落語の高座に出るよりも多い。試合のテーマは、勝ち負けではなく楽しむことをモットーとし、草野球界の「衣笠」と豪語している。
試合が終われば仁福の知人の店で夜まで反省会が行なわれる。
尚主力メンバーで「早朝 モッチャリーズ寄席」高津の富亭、天満天神繁昌亭において隔月で開催している。

### 主なメンバー
- 桂枝女太
- 笑福亭忍笑
- 桂春雨
- 7代目笑福亭松喬
- 露の吉次
- 林家花丸
- 桂三若
- 桂三ノ助
- 桂三弥
- 笑福亭由瓶
- 笑福亭仁勇
- 笑福亭仁嬌
- 笑福亭風喬
- 旭堂南鱗
- 笑福亭喬若
- 笑福亭仁扇
- 笑福亭右喬
- 旭堂小南陵（のちの4代目旭堂南陵）
- 桂南天
- 桂雀喜
- 桂佐ん吉
- 広尾晃（手束卓、在籍当時上方落語協会職員[1]）

他

## 過去のレギュラー番組
- スタジオ2時（毎日放送）